# بخش دشتابی
دشتابی : نام های پیشین دس وی دستبی.دستوا‌ دشتبی (به‌ترکی سُولودَشت)منطقه ای در استان قزوین . شهرستان بویین زهرا است   
به مرکزیت شهر ارداق که متشکل از دو دهستان دشتابی غربی و دشتابی شرقی است 
محدوده جغرافیایی این منطقه در مرکز استان قزوین است که از غرب با شهرستان تاکستان از شمال با شهرستان قزوین  و از جنوب به بخش  رامند و بویین زهرا منتهی میشود  . این دشت دارای رودخانه های فصلی پر آبی بوده که اکثریت آنها از سمت کوه های زنجان سرچشمه میگرفتند و با احداث سد در مسیر آنها دشتابی امروزه بر خلاف اسمش با کمبود آب و خشکسالی روبروست به طوری که سطح آب در سفره های زیرزمینی در نیم قرن اخیر به طور میانگین در ۲ متری سطح زمین بوده و حال نزدیک به ۳۵۰ متر از سطح زمین فاصله دارد.
اراضی این منطقه از استان قزوین بخاطر هموار بودن دارای زراعت و باغستان های بزرگ است. 
امروزه بخاطر نزدیکی این بخش به پایتخت و فراوانی باغستان های پسته انگور و گردو و قیمتهای مناسب زمین در این بخش ، این بخش میزبان گسترده مهاجرانی از شهرهای تهران و کرج است. به گفته کارشناسان این بخش با زمین های حاصلخیز ماسه ای در صورت وجود آب کافی توانایی برطرف کردن تمامی نیاز غذایی کشور را تا پنجاه سال آینده داراست.  

## پیشینه
دستبی. [ دَ ت َ ] ( اِخ ) دشتبی. معرب دشتبی. بلوکی بزرگ مشترک بین ری و همدان است که منقسم می شود به دو قسمت و قسمت متعلق به همدان مشتمل بر قریب نود قریه است که یکی از آنها دستبی است. ( از معجم البلدان ). دو رستاق دستبی که یکی را دستبی ری میخوانند و آن دیگری را دستبی همدان ، و هر دو را موسی بن بغا جمع کرد وهر دو را یک کوره گردانید و غزوین نام نهاد. ( تاریخ قم ص 57 ). نام ناحیه دستبی از دیرباز در نوشته های مورخین و جغرافی نویسان آمده است و این ناحیه دارای سابقه تاریخی طولانی است از جمله آنکه در زمان پادشاهی یزدگرد ساسانی بنا به تقاضای امپراتور روم پادشاه ایران حاکم ناحیه دشتبی را بعنوان نماینده خود به روم میفرستد تا ولی عهد آن امپراتوری را که هنوز به سن رشد نرسیده است یاری نماید و امور مملکت را بدست گیرد. ناحیه دستبی آنچنانکه از کتاب المسالک و الممالک ابن خردادبه برمی آید در هنگام حمله عرب به ایران به دو قسمت دشتبی همدان و دشتبی ری تقسیم می شده است و آنطور که از نوشته حمداﷲ مستوفی برمیآید این ناحیه در زمان هارون الرشید به سه بخش تقسیم شد که یکی جزء ری و دیگری جزء همدان و قسمت سوم جزء قزوین گشت و با توجه به برخی نشانه ها میتوان گفت که مجموع سه ناحیه مزبور دهستانهای کنونی : خرقان ، دودانگه ، افشاریه و شاید سردرود و درجزین همدان و خلجستان قم را در بر میگرفته است. در حدود قرن سوم هَ. ق. بیشتر این نواحی سه گانه جزء قزوین می گردد ولی ناحیه ای که امروز نام دشتبی را بر خود دارد بسیار کوچکتر از دوران گذشته است. این دهستان که اکنون با دو دهستان زهرا و رامند بخش زهرا را تشکیل میدهد در جنوب قزوین واقع شده و محدود است از شمال به دهستان اقبال از مشرق به دیه پیر یوسفان از دهستان اقبال و سه قریه از دهستان زهرا و دهستان رامند و از مغرب به جاده قزوین - همدان و دهستان قاقزان. کلیه دهات این دهستان در ناحیه ٔدشت قرار دارد و بیشتر آنها از آب قنات استفاده می کنند و تعداد کمی از آنها از آب خررود مشروب می شوند. 

## محصولات کشاورزی
این منطقه بخاطر آب و هوای مساعد در طول سال هر نوع کشتی در ان وجود دارد بیشتر باغستان های این منطقه را باغ های پسته و انگور تشکیل میدهند و همچنین زراعت نیز در این بخش ب وفور ب چشم میخورد 
پسته و انگور و هندوانه این منطقه زبان زد همه مردم است   

## مردم
زبان مردمان این منطقه از استان قزوین ترکی آذربایجانی  با گویش قزوینی است

## تقسیمات کشوری
- بخش دشتابی
  - دهستان دشتابی شرقی
  - دهستان دشتابی غربی

شهرها: ارداق

## جمعیت
بنابر سرشماری مرکز آمار ایران، جمعیت بخش دشتابی شهرستان بوئین‌زهرا در سال ۱۳۹۵ برابر با ۲۵۱۶۹ نفر در ۷۷۱۸ خانوار بوده است.